# Onthophagus carayoni
Onthophagus carayoni là một loài bọ cánh cứng trong họ Bọ hung (Scarabaeidae).